# Mitofusina 2
La mitofusina 2 es una proteína de la membrana externa mitocondrial. Está codificada en el ADN nuclear en el gen MFN2 y se localiza principalmente en la membrana mitocondrial externa. Se sabe también que está involucrada en el reordenamiento y el mantenimiento de la morfología mitocondrial. De igual forma, la mitofusina 2 también está presente en la membrana del retículo endoplásmico y desempeña un papel en las interacciones de este organelo con las mitocondrias.
Al parecer, la mitofusina 2 es una proteína que está también involucrada en la supervivencia celular. El creciente interés en esta proteína comenzó cuando se observaron cambios en la expresión de la mitofusina 2 en músculos de pacientes diabéticos y en vasos sanguíneos de pacientes con trastornos vasculares proliferativos. Además, un punto significativo en los estudios de la mitofusina 2 es comprender el vínculo entre sus mutaciones y el desarrollo de la neuropatía axonal tipo 2A del síndrome de Charcot-Marie-Tooth (CMT2A).

## Importancia biomédica
Investigadores del Consorcio Centro de Investigación Biomédica en Red (CIBER), han identificado activadores de la mitofusina 2, que podría evitar la resistencia a la insulina de pacientes con diabetes tipo 2. La mitofusina 2 se encuentra en niveles muy bajos en tejidos de pacientes, lo que induce la resistencia a la insulina provocando la diabetes tipo 2. Es a través de estudios de cribado fenotípico y de validación en células humanas que se ha podido demostrar su papel «en el desarrollo de muchas de las alteraciones asociadas a la diabetes», por lo que el estudio se ha centrado en la búsqueda de activadores de esta proteína que podrían ser posibles blancos farmacoterapéuticos.